# Encarsia perniciosi
Encarsia perniciosi és una espècie d'himenòpter apòcrit de la família dels afelínids (Aphelinidae) originària de Califòrnia. És parasitoide del poll roig de Califòrnia (Aonidiella aurantii) i el poll de San José (Quadraspidiotus perniciosus).

## Història
Aquest calcídid endoparàsit té un origen oriental. El 1943 va ser introduït a Califòrnia procedent de Geòrgia on es va establir ràpidament el mateix any i en 1960 va ser considerat el parasitoide més comú del poll de San José. Posteriorment va ser introduït a Europa i és a França on s'han realitzat la major part dels estudis des de 1951. A l'Estat Espanyol també ha sigut introduït i de moment s'ha mostrat poc eficaç.

## Descripció
El cos és de color marró fosc quasi negre, amb una longitud que va des de 0,47 a 0,80 mm. El frontovèrtex i la part superior de l'occípit és de color taronja o groc llimona. El seu cap és fosc, generalment amb una banda transversal de color marró, els lòbuls laterals s'estenen en unes quantes parts de color clar. La part anterior és de color terrós clar i l'escutel va des de groc a blanc. El ventre posseeix un color marró clar o fosc. Les antenes tenen un color groc terrós, amb el pedicel marró i les potes són de color pàl·lid a blanc.

## Biologia
Es tracta d'un endoparasitoide, és a dir, completa el seu cicle biològic dins del cos de l'hoste. La femella diposita un ou a l'interior de la cotxinilla, i creix la larva del parasitoide en l'interior d'aquesta, fins a completar el seu desenvolupament, i emergeix després el parasitoide, en estat adult, a través del cos de la cotxinilla ja morta. No paralitza a l'hoste en parasitar-lo (koinobiont). És un insecte solitari, només es desenvolupa un parasitoide per hoste. Els adults són uniparentals, on la descendència és pràcticament en la seua totalitat femella, sense la necessitat de la fecundació del mascle. Tant els ous com les larves, es troben a l'interior de la cotxinilla. Passat un temps, la larva es converteix en pupa, i apareix la femta, que sovint és fosca formant acumulacions paral·leles o amb forma de mitja lluna. Açò es deu al fet que la prepupa excret la femta, i s'apila als costats de la pupa i les parets de l'escut. Una vegada que l'adult emergeix, les restes que romanen són; el cos momificat amb els meconis a l'interior de l'escut i un orifici d'eixida a través de la coberta de l'escut del poll.
Prefereix parasitar, el primer i segon estadi larval (N1 i N2) de l'hoste, però també pot parasitar femelles joves i femelles gràvides. Localitza als seus hostes detectant l'hormona sexual d'aquests. Si parasita una cotxinilla de 18 a 20 dies i a una temperatura constant de 26º C aproximadament, completa el seu cicle biològic en 21 dies. Presenta una mala adaptabilitat a temperatures elevades, per això prefereix les temperatures més moderades de la costa arribant a estar activa a temperatures inferiors a 12,8º C. A diferència dels parasitoides del gènere Aphytis i Compariella bifasciata, prefereix parasitar les cotxinilles que es troben en branques verdes i fulles, ja que són sensibles a les altes temperatures per això tendeixen a ocupar les parts de l'arbre menys exposades al sol. Aquesta característica biològica resulta de rellevant importància per al control de la cotxinilla.
S'estableix primordialment als cultius de cítrics, però també s'ha trobat en vinya, altres fruiters i algunes ornamentals.

## Control de plagues
Aquest afelínid va ser introduït per primera vegada al País Valencià al juliol de 2001 per l'IVIA. La família Aphelinidae, ha demostrat un gran èxit en el control biològic de plagues. Els efectes beneficiosos es revelen sovint insuficients, a causa de l'ús indiscriminat d'insecticides, ja que condueix a la seua erradicació, i consegüentment, hi haurà una explosió de la població de fitòfags, convertint-se en plaga. Després de 10 anys d'alliberaments, aquest parasitoide, s'ha trobat en tota la zona citrícola del País Valencià. Per si només no és capaç de controlar les poblacions del poll roig de Califòrnia, però la seua acció és complementària a la de Aphytis sp.